# نصف‌النهار ۱۶ درجه غربی
نصف‌النهار ۱۶ درجه غربی ۱۶مین نصف‌النهار غربی از گرینویچ است که از لحاظ زمانی ۱ساعت و ۴دقیقه با گرینویچ اختلاف زمانی دارد.
این نصف‌النهار از قطب شمال شروع و از مناطق زیر گذشته و به قطب جنوب ختم می‌شود.
- گرینلند
- اقیانوس اطلس